# هولم هال
هولم هال (به انگلیسی: Holme Hale) یک محله مدنی و روستا در بریتانیا است که در Breckland District واقع شده‌است. هولم هال ۱۰٫۶۹ کیلومتر مربع مساحت و ۴۴۴ نفر جمعیت دارد.